# F14C (航空機)
F14C
- 用途：戦闘機
- 分類：艦上戦闘機
- 製造者：カーチス社
- 運用者：アメリカ海軍
- 初飛行：1943年9月[1]
- 生産数：1機
- 運用状況：キャンセル

F14Cはカーチス社がアメリカ海軍向けに開発していた艦上戦闘機である。
試作のみで量産はされなかった。

## 概要
1941年にアメリカ海軍はカーチス社に対し、大出力液冷エンジンであるライカミングXH-2470（H型24気筒 2,200馬力を予定）を用いた戦闘機の製作を要請した。これに基づき、試作機XF14C-1を2機製造する契約が1941年6月30日に結ばれている（なお、同日に海軍はグラマン社とF6FとF7Fの開発契約を結んでいる）。
しかし、ライカミングXH-2470エンジンの開発が不調であったため、搭載エンジンは空冷式のライトR-3350エンジン（ターボチャージャー付2段星型18気筒 2,300馬力）に変更された。エンジンの変更に伴い、XF14C-1の開発はキャンセルされ、空冷星型エンジンに3翅の二重反転プロペラを持つXF14C-2として開発が続行された。さらに、高度12,000mでの飛行も考慮し与圧コックピットを装備したXF14C-3も開発されることとなり、2機が発注されている。
搭載エンジン変更の影響を受けた設計変更により完成が遅れ、XF14C-2の初飛行は1943年9月であった。完成した試作機は1機のみで、海軍への引き渡しは1944年7月であった。
試験の結果、実用上昇限度12,000mの高高度性能等は一定の評価はされたが、高高度性能はともかく最高速度は大したものではなく、更に飛行中の震動問題が深刻であった。日本軍機の高空性能は低く、高度1万m以上の高高度における空中戦の可能性は高くないと見込まれ、それらは過剰性能となることが判明したこと、エンジンの生産もB-29など向けに逼迫していることにより、開発計画は中止され、XF14C-2以外の発注は取り消しとなった。これにより、XF14C-3は試作機が製作されないまま計画は終了した。

## 構成
XF14C-1、及びXF14C-3は試作機が製作されなかったため、実際に製作された機体はXF14C-2のみである。
XF14C-2は機首に3翅の二重反転プロペラを持ち、エンジンに合わせて胴体は太めである。風防は枠の多い形式だが、これはコクピットを与圧式とすることを考慮したためであった。
ターボチャージャーは機首下面に装備され、胴体下面の中央部よりやや前方、主翼下面の中程には排気口が、主翼の左右前縁の付け根部分にはインタークーラーの吸気口があった。
主翼は直線翼で、下翼配置だがやや中翼気味となっている。艦載機であるため、主翼は上方に折りたたむことができる。主翼中央部には20mm機銃が左右2門ずつ装備される予定であった。

## 諸元
| 機体名       | XF14C-2                                                         |
| 全長         | 37ft 9in (11.51m)                                               |
| 全幅         | 46ft (14.02m) → 22ft 6in (6.86m) ※主翼折り畳み時                |
| 全高         | 17ft (5.18m)                                                    |
| 翼面積       | 375ft² (34.83m²)                                                |
| 空虚重量     | 10,582lbs (4,800kg)                                             |
| 総重量       | 13,405lbs (6,080kg)                                             |
| 最大離陸重量 | 14,582lbs (6,614kg)                                             |
| 翼面荷重     | 174.62kg/m²                                                     |
| 燃料         | 230gal (871ℓ)                                                   |
| プロペラ     | 2重反転プロペラ ブレード3枚 直径13ft (3.96m) & 13ft 2in (4.01m) |
| エンジン     | Wright XR-3350-16 (2,300Bhp) ×1                                 |
| 最高速度     | 424mph/32,000ft (682km/h 高度9,754m)                            |
| 上昇力       | 2,700ft/m S.L. (13.7m/s 海面高度)、20,000ft (6,096m)まで7分54秒 |
| 実用上昇限度 | 39,500ft (12,040m)                                              |
| 航続距離     | 1,355st.mile (2,181km) ※2×75galタンク搭載時                     |
| 武装         | 20mm機関砲×4 (弾数計800発)                                      |